# Kamonohashi Ron no Kindan Suiri
Ron Kamonohashi: Deranged Detective (鴨乃橋ロンの禁断推理 lit. Las deducciones prohibidas de Ron Kamonohashi?), conocido en español como El misterio prohibido de Ron Kamonohashi, es una serie japonesa de manga de misterio y crimen escrita e ilustrada por Akira Amano. La serie fue serializada en Shōnen Jump+ de Shūeisha desde el 11 de octubre de 2020 hasta el 6 de julio de 2025, y sus capítulos recopilados hasta el momento en diecisiete volúmenes tankōbon.
Shūeisha publica simultáneamente la serie en inglés y español de forma gratuita en la aplicación y sitio web Manga Plus.
Una adaptación a serie anime de televisión, producida por Diomedéa, se estrenó el 2 de octubre de 2023, y cuenta con 13 episodios.

## Argumento
La serie se centra en las aventuras de Ron Kamonohashi,  un excéntrico detective privado, y Totomaru Isshiki, un oficial de policía inexperto, mientras resuelven crímenes juntos.
Hace cinco años, Ron Kamonohashi fue un prometedor estudiante en la prestigiosa escuela de detectives, Blue, a quien se le prohibió ejercer cualquier labor detectivesca, debido a que se descubre que es capaz de empujar a los criminales a la muerte sin darse cuenta. Sin embargo, tras conocer a Totomaru Isshiki, un detective de carácter puro e inocente de la División de Investigaciones, Ron vuelve a hacer sus deducciones. Juntos, deben resolver un misterio que sacará a la luz una verdad que lleva mucho tiempo enterrada.

## Personajes
Ron Kamonohashi (鴨乃橋 ロン Kamonohashi Ron?)
 Seiyū: Yōhei Azakami Mario Castañeda (español latino)  José Padilla (español Castellano)
Un detective de carácter excéntrico, llamado un genio cuando estaba en la prestigiosa escuela de entrenamiento de detectives, Blue, pero fue expulsado de ésta cuando se descubrió que, tras resolver un caso, entra en un trance, durante el cual puede empujar a los asesinos a su muerte, sin tener recuerdo o conciencia de ello después. Debido a esto, fue que se le prohibió también hacer labores investigativas. Sin embargo, al conocer a Totomaru, y ver su gran corazón al intentar salvar la vida de un asesino, decide volver a resolver casos subrepticiamente (fingiendo que es Totomaru quien los resuelve), confiando en que Totomaru evitará que los asesinos mueran.
Totomaru Isshiki (一色 都々丸 Isshiki Totomaru?)
 Seiyū: Junya Enoki Arturo Mercado Jr. (español latino) Javier Moreno (español Castellano)
Un detective de carácter puro e inocente que trabaja en la División de Investigaciones de la Policía Metropolitana. A pesar de ser detective, Totomaru (o Toto, como lo llama Ron) carece de talento investigativo. Como Ron tiene prohibido resolver casos, Totomaru es quien oficialmente los "resuelve". Es también Totomaru quien usualmente impide que los culpables se suiciden, una vez que Ron entra en el trance que los empuja a su muerte.
Amamiya (雨宮?)
 Seiyū: Yōko Hikasa Carla Castañeda (español latino)  Sara Polo (español Castellano)
Jefa de Totomaru en la Policía Metropolitana. Aunque suele ser fría y seria, está enamorada de Ron.
Aimee Emmerich (エメ・エメリッヒ?)
 Seiyū: Kikuko Inoue
La directora de Blue.
Spitz Feier (シュピッツ・ファイア?)
 Seiyū: Taku Yashiro
Un instructor de rastreo de Blue, que es enviado a investigar si Ron está violando su prohibición de detective. Más tarde, Spitz se hace amigo de Ron y Totomaru y continúa ayudándolos en varios casos.
Fin Fennec (フィン・フェネック?)
 Seiyū: Megumi Han
Una instructora de habitación cerrada de Blue.
Hirsch (ヒルシュ?)
 Seiyū: Kenjirō Tsuda
Un instructor de anatomía de Blue.
Mofu Usaki (卯咲 もふ?)
 Seiyū: Nao Tōyama
Una reconocida neurocirujana que es sumamente torpe fuera del quirófano y siempre anda vendada debido a sus lesiones.
Omito Kawasemi (翡翠臣疾?)
 Seiyū: Jun Fukuyama
Un detective pedante de la policía de la prefectura de Aichi. Tiene el mayor número de casos resueltos de todo el país y es un antiguo colega de Amamiya.
Milo Moriarty (マイロ?)
 Seiyū: Yoshitsugu Matsuoka
El hijo mayor y actual jefe de la familia M.
Winter Moriarty (ウインター?)
 Seiyū: Yumiri Hanamori
La cuarta hija de la familia M. Se especializa en disfraces.
Chikori Monki (門季チコリ?)
 Seiyū: Konomi Kohara
Una reportera de crímenes que a menudo ayuda a Totomaru y Ron con la investigación y la recopilación de información. Admira mucho a Totomaru.

## Contenido de la obra

### Manga
Kamonohashi Ron no Kindan Suiri es escrito e ilustrado por Akira Amano. La serie de manga fue serializada en la revista en línea Shōnen Jump+ de Shūeisha desde el 11 de octubre de 2020 hasta e l 6 de julio de 2025. Shueisha ha recopilado sus capítulos en volúmenes de tankōbon individuales. El primer volumen se publicó el 4 de febrero de 2021, y hasta el momento han sido publicados diecisiete volúmenes tankōbon.
La serie ha recibido licencia para su publicación simultánea en América del Norte al mismo tiempo que en Japón, y sus capítulos son lanzados digitalmente en inglés y español por Shūeisha en su servicio Manga Plus. Editorial Panini obtuvo la licencia en España.

#### Lista de volúmenes
| Volúmenes de manga publicados | Volúmenes de manga publicados | Volúmenes de manga publicados | Volúmenes de manga publicados | Volúmenes de manga publicados |
| N.º | Fecha de lanzamiento          | ISBN                          | Fecha de lanzamiento          | ISBN                          |
| --- | ----------------------------- | ----------------------------- | ----------------------------- | ----------------------------- |
| 1 | 4 de febrero de 2021          | ISBN 978-4-08-882564-9        | 28 de abril de 2022           | ISBN 978-84-1101-412-0        |
| 1. «El caso de los ahogamientos seriales metropolitanos» 2. «El caso del robo de la alcancía en la habitación cerrada» 3. «El caso del asesinato de Benizome Hot Springs. Primera Parte» 4. «El caso del asesinato de Benizome Hot Springs. Segunda parte» 5. «El caso del asesino coleccionista de manos. Primera Parte» |                               |                               |                               |                               |
| 2 | 30 de abril de 2021           | ISBN 978-4-08-882650-9        | 23 de junio de 2022           | ISBN 978-84-1101-591-2        |
| 6. «El caso del asesino coleccionista de manos. Segunda Parte» 7. «El caso del asesinato transmitido en vivo. Primera parte» 8. «El caso del asesinato transmitido en vivo. Segunda parte» 9. «El caso del asesinato del observatorio de la isla. Primera parte» 10. «El caso del asesinato del observatorio de la isla. Segunda parte» 11. «El caso del asesinato del observatorio de la isla. Tercera parte» 12. «El caso del asesinato del observatorio de la isla. Cuarta parte» |                               |                               |                               |                               |
| 3 | 4 de agosto de 2021           | ISBN 978-4-08-882738-4        | 25 de agosto de 2022          | ISBN 978-84-1101-821-0        |
| 13. «El caso del asesinato del observatorio de la isla. Quinta parte» 14. «El caso del Latté envenenado. Primera parte» 15. «El caso del Latté envenenado. Segunda parte» 16. «El caso del asesinato del camaleón loco. Primera parte» 17. «El caso del asesinato del camaleón loco. Segunda parte» 18. «El caso de los asesinatos de Yamagami-sama. Primera parte» |                               |                               |                               |                               |
| 4 | 4 de noviembre de 2021        | ISBN 978-4-08-882840-4        | 27 de octubre de 2022         | ISBN 978-84-1101-986-6        |
| 19. «El caso de los asesinatos de Yamagami-sama. Segunda parte» 20. «El caso de los asesinatos de Yamagami-sama. Tercera parte» 21. «El caso de los asesinatos de Yamagami-sama. Cuarta parte» 22. «El caso de los asesinatos en serie de la revelación de Shibuya. Primera parte» 23. «El caso de los asesinatos en serie de la revelación de Shibuya. Segunda parte» 24. «El caso de los asesinatos en serie de la revelación de Shibuya. Tercera parte» 25. «El caso de los asesinatos en serie de la revelación de Shibuya. Cuarta parte» 26. «El caso de los asesinatos en serie de la revelación de Shibuya. Quinta parte» 27. «El caso de los asesinatos en serie de la revelación de Shibuya. Sexta parte» 28. «El caso del ahogamiento en una cabaña de playa en pleno verano. Primera parte»                            |                               |                               |                               |                               |
| 5 | 4 de febrero de 2022          | ISBN 978-4-08-883021-6        | 15 de diciembre de 2022       | ISBN 978-84-1150-127-9        |
| 29. «El caso del ahogamiento en una cabaña de playa en pleno verano. Segunda parte» 30. «El caso del ahogamiento en una cabaña de playa en pleno verano. Tercera parte» 31. «El caso del secuestro de la compositora prodigio. Primera parte» 32. «El caso del secuestro de la compositora prodigio. Segunda parte» 33. «El caso del secuestro de la compositora prodigio. Tercera parte» 34. «El caso del secuestro de la compositora prodigio. Cuarta parte» 35. «El caso del asesinato en el laboratorio de psicología. Primera parte» 36. «El caso del asesinato en el laboratorio de psicología. Segunda parte» 37. «El caso del asesinato en el laboratorio de psicología. Tercera parte» 38. «El caso de los asesinatos en serie de Plateau Auberge. Primera parte»                                                        |                               |                               |                               |                               |
| 6 | 2 de mayo de 2022             | ISBN 978-4-08-883108-4        | 23 de febrero de 2023         | ISBN 978-84-1150-224-5        |
| 39. «El caso de los asesinatos en serie de Plateau Auberge. Segunda parte» 40. «El caso de los asesinatos en serie de Plateau Auberge. Tercera parte» 41. «El caso de los asesinatos en serie de Plateau Auberge. Cuarta parte» 42. «El caso de los asesinatos en serie de Plateau Auberge. Quinta parte» 43. «El caso de los asesinatos en serie de Plateau Auberge. Sexta parte» 44. «El caso de los asesinatos en serie de Plateau Auberge. Séptima parte» 45. «El caso de los asesinatos en serie de Plateau Auberge. Octava parte» 46. «El caso del asesinato del príncipe adivino. Primera parte» 47. «El caso del asesinato del príncipe adivino. Segunda parte» 48. «El caso del asesinato del príncipe adivino. Tercera parte»                                                                                           |                               |                               |                               |                               |
| 7 | 4 de agosto de 2022           | ISBN 978-4-08-883207-4        | 27 de abril de 2023           | ISBN 978-84-1150-341-9        |
| 49. «El caso del globo con la cabeza cortada. Primera parte» 50. «El caso del globo con la cabeza cortada. Segunda parte» 51. «El caso del asesinato en la habitación cerrada de la prisión gemela. Primera parte» 52. «El caso del asesinato en la habitación cerrada de la prisión gemela. Segunda parte» 53. «El caso del asesinato en la habitación cerrada de la prisión gemela. Tercera parte» 54. «El caso del asesinato en la habitación cerrada de la prisión gemela. Cuarta parte» 55. «El caso del asesinato en la habitación cerrada de la prisión gemela. Quinta parte» 56. «El caso del asesinato en la habitación cerrada de la prisión gemela. Sexta parte» 57. «El caso del asesinato en la habitación cerrada de la prisión gemela. Séptima parte» 58. «El caso del repollo perdido. Primera parte»             |                               |                               |                               |                               |
| 8 | 4 de noviembre de 2022        | ISBN 978-4-08-883298-2        | 22 de junio de 2023           | ISBN 978-84-1150-487-4        |
| 59. «El caso del repollo perdido. Segunda parte» 60. «El caso del asesinato de la carta de sangre invisible. Primera parte» 61. «El caso del asesinato de la carta de sangre invisible. Segunda parte» 62. «El caso del asesinato de la carta de sangre invisible. Tercera parte» 63. «El caso de los asesinatos de monedas y tallas. Primera parte» 64. «El caso de los asesinatos de monedas y tallas. Seguenda parte» 65. «El caso de los asesinatos de monedas y tallas. Tercera parte» 66. «El caso de los asesinatos de monedas y tallas. Cuarta parte» 67. «El caso de los asesinatos de monedas y tallas. Quinta parte» 68. «El caso del asesinato de la danza Obon. Primera parte» |                               |                               |                               |                               |
| 9 | 4 de enero de 2023            | ISBN 978-4-08-883351-4        | 24 de agosto de 2023          | ISBN 978-84-1150-627-4        |
| 69. «El caso del asesinato de la danza Obon. Seguenda parte» 70. «El caso del asesinato de la danza Obon. Tercera parte» 71. «El caso del asesinato de la danza Obon. Cuarta parte» 72. «Una invitación de Mylo. Primera parte» 73. «Una invitación de Mylo. Seguenda parte» 74. «El caso de los trágicos asesinatos en serie del crucero. Primera parte» 75. «El caso de los trágicos asesinatos en serie del crucero. Seguenda parte» 76. «El caso de los trágicos asesinatos en la serie del crucero. Primera parte» 77. «El caso de los trágicos asesinatos en la serie del crucero. Seguenda parte» 78. «El caso de los trágicos asesinatos en la serie del crucero. Tercera parte» |                               |                               |                               |                               |
| 10 | 4 de abril de 2023            | ISBN 978-4-08-883473-3        | 26 de octubre de 2023         | ISBN 978-84-1150-772-1        |
| 79. «El caso de los trágicos asesinatos en la serie del crucero. Cuarta parte» 80. «El caso de los trágicos asesinatos en la serie del crucero. Quinta parte» 81. «El caso de los trágicos asesinatos en la serie del crucero. Sexta parte» 82. «El caso de los trágicos asesinatos en la serie del crucero. Séptima parte» 83. «El caso de los trágicos asesinatos en la serie del crucero. Octava parte» 84. «El caso de los trágicos asesinatos en la serie del crucero. Novena parte» 85. «El caso de los trágicos asesinatos en la serie del crucero. Décima parte» 86. «El caso de los trágicos asesinatos en la serie del crucero. Undécima parte» 87. «El caso de los trágicos asesinatos en la serie del crucero. Duodécima parte» 88. «El caso de los trágicos asesinatos en la serie del crucero. Decimotercera parte» |                               |                               |                               |                               |
| 11 | 4 de julio de 2023            | ISBN 978-4-08-883615-7        | 23 de mayo de 2024            | ISBN 978-84-1051-206-1        |
| 89. «El caso de los trágicos asesinatos en la serie del crucero. Decimocuarta parte» 90. «El caso de los trágicos asesinatos en la serie del crucero. Decimoquinta parte» 91. «El caso de los trágicos asesinatos en la serie del crucero. Decimosexta parte» 92. «El caso de los trágicos asesinatos en la serie del crucero. Decimoséptima parte» 93. «El caso de los trágicos asesinatos en la serie del crucero. Decimoctava parte» 94. «El caso de los trágicos asesinatos en la serie del crucero. Decimonovena parte» 95. «El caso de los trágicos asesinatos en la serie del crucero. Vigésima parte» 96. «El caso de los trágicos asesinatos en la serie del crucero. Vigésima primera parte» 97. «El regreso a casa de Ron Kamonohashi. Primera parte»                                                                  |                               |                               |                               |                               |
| 12 | 4 de octubre de 2023          | ISBN 978-4-08-883732-1        | 22 de agosto de 2024          | ISBN 978-84-1051-391-4        |
| 13 | 4 de marzo de 2024            | ISBN 978-4-08-883861-8        | 28 de noviembre de 2024       | ISBN 978-84-1051-582-6        |
| 14 | 4 de junio de 2024            | ISBN 978-4-08-883861-8        | 22 de mayo de 2025            | ISBN 978-84-1051-938-1        |
| 15 | 4 de octubre de 2024          | ISBN 978-4-08-884231-8        | —                             | —                             |
| 16 | 4 de febrero de 2025          | ISBN 978-4-08-884440-4        | —                             | —                             |
| 17 | 4 de junio de 2025            | ISBN 978-4-08-884553-1        | —                             | —                             |
| 18 | 4 de septiembre de 2025       | ISBN 978-4-08-884672-9        | —                             | —                             |

#### Capítulos que aún no están en formatotankōbon
Estos capítulos aún no se han publicado en un volumen tankōbon.

### Anime
El 18 de diciembre de 2022, se anunció una adaptación de la serie al anime. La serie está producida por Diomedéa y dirigida por Shōta Ihata, con guiones escritos por Wataru Watari, diseños de personajes a cargo de Masakazu Ishikawa y música compuesta por Yo Tsuji. La primera temporada se emitió desde el 2 de octubre de 2023 hasta el 25 de diciembre de 2023 en AT-X y otras cadenas.
El tema de apertura es, «Ikenai Fool Logic» (いけない fool logic?), interpretado por Unison Square Garden, mientras que el tema de cierre es «Lipsync» (リップシンク?), interpretado por Hockrockb. Crunchyroll obtuvo la licencia de la serie fuera de Asia.
Se anunció una segunda temporada inmediatamente después del final de la primera. El elenco y el personal regresan en sus respectivos papeles. Se estrenó el 7 de octubre de 2024.

## Recepción
En junio de 2021, Kamonohashi Ron no Kindan Suiri fue nominada para los séptimos Next Manga Award en la categoría de Mejor Manga Web y se ubicó en el puesto 14 entre 50 nominados.